# Séries éliminatoires de la Coupe Stanley 1996
Année précédente Année suivante
Les séries éliminatoires de la Coupe Stanley 1996 font suite à la saison 1995-1996 de la Ligue nationale de hockey.

## Tableau récapitulatif
|  | Quarts de finale d'association | Quarts de finale d'association | Quarts de finale d'association |   |                     | Demi-finales d'association | Demi-finales d'association | Demi-finales d'association |  |   | Finales d'association | Finales d'association | Finales d'association |  |    | Finale de la Coupe Stanley | Finale de la Coupe Stanley | Finale de la Coupe Stanley |
|  |                                |                                |                                |   |                     |                            |                            |                            |  |   |                       |                       |                       |  |    |                            |                            |                            |
|  | 1                              | Philadelphie                   | 4                              |   |                     |                            |                            |                            |  |   |                       |                       |                       |  |    |                            |                            |                            |
|  | 8                              | Tampa Bay                      | 2                              |   |                     |                            |                            |                            |  |   |                       |                       |                       |  |    |                            |                            |                            |
|  | 8                              | Tampa Bay                      | 2                              |   | 2                   | Pittsburgh                 | 4                          |                            |  |   |                       |                       |                       |  |    |                            |                            |                            |
|  |                                |                                |                                |   | 2                   | Pittsburgh                 | 4                          |                            |  |   |                       |                       |                       |  |    |                            |                            |                            |
|  |                                | 3                              | Rangers de New York            | 1 |                     |                            |                            |                            |  |   |                       |                       |                       |  |    |                            |                            |                            |
|  | 3                              | 3                              | Rangers de New York            | 1 | Pittsburgh          | 4                          |                            |                            |  |   |                       |                       |                       |  |    |                            |                            |                            |
|  | 3                              |                                |                                |   | Pittsburgh          | 4                          |                            |                            |  |   |                       |                       |                       |  |    |                            |                            |                            |
|  | 6                              | Washington                     | 2                              |   |                     |                            |                            |                            |  |   |                       |                       |                       |  |    |                            |                            |                            |
|  | 6                              | Washington                     | 2                              |   |                     |                            |                            |                            |  | 2 | Pittsburgh            | 3                     |                       |  |    |                            |                            |                            |
|  | Association de l'Est           |                                |                                |   |                     |                            |                            |                            |  | 2 | Pittsburgh            | 3                     |                       |  |    |                            |                            |                            |
|  |                                | 4                              | Floride                        | 4 |                     |                            |                            |                            |  |   |                       |                       |                       |  |    |                            |                            |                            |
|  | 2                              | 4                              | Floride                        | 4 | Rangers de New York | 4                          |                            |                            |  |   |                       |                       |                       |  |    |                            |                            |                            |
|  | 2                              |                                |                                |   | Rangers de New York | 4                          |                            |                            |  |   |                       |                       |                       |  |    |                            |                            |                            |
|  | 7                              | Montréal                       | 2                              |   |                     |                            |                            |                            |  |   |                       |                       |                       |  |    |                            |                            |                            |
|  | 7                              | Montréal                       | 2                              |   | 1                   | Philadelphie               | 2                          |                            |  |   |                       |                       |                       |  |    |                            |                            |                            |
|  |                                |                                |                                |   | 1                   | Philadelphie               | 2                          |                            |  |   |                       |                       |                       |  |    |                            |                            |                            |
|  |                                | 4                              | Floride                        | 4 |                     |                            |                            |                            |  |   |                       |                       |                       |  |    |                            |                            |                            |
|  | 4                              | 4                              | Floride                        | 4 | Floride             | 4                          |                            |                            |  |   |                       |                       |                       |  |    |                            |                            |                            |
|  | 4                              |                                |                                |   | Floride             | 4                          |                            |                            |  |   |                       |                       |                       |  |    |                            |                            |                            |
|  | 5                              | Boston                         | 1                              |   |                     |                            |                            |                            |  |   |                       |                       |                       |  |    |                            |                            |                            |
|  | 5                              | Boston                         | 1                              |   |                     |                            |                            |                            |  |   |                       |                       |                       |  | E4 | Floride                    | 0                          |                            |
|  |                                |                                |                                |   |                     |                            |                            |                            |  |   |                       |                       |                       |  | E4 | Floride                    | 0                          |                            |
|  |                                | O2                             | Colorado                       | 4 |                     |                            |                            |                            |  |   |                       |                       |                       |  |    |                            |                            |                            |
|  | 1                              | O2                             | Colorado                       | 4 | Détroit             | 4                          |                            |                            |  |   |                       |                       |                       |  |    |                            |                            |                            |
|  | 1                              |                                |                                |   | Détroit             | 4                          |                            |                            |  |   |                       |                       |                       |  |    |                            |                            |                            |
|  | 8                              | Winnipeg                       | 2                              |   |                     |                            |                            |                            |  |   |                       |                       |                       |  |    |                            |                            |                            |
|  | 8                              | Winnipeg                       | 2                              |   | 1                   | Détroit                    | 4                          |                            |  |   |                       |                       |                       |  |    |                            |                            |                            |
|  |                                |                                |                                |   | 1                   | Détroit                    | 4                          |                            |  |   |                       |                       |                       |  |    |                            |                            |                            |
|  |                                | 5                              | Saint-Louis                    | 3 |                     |                            |                            |                            |  |   |                       |                       |                       |  |    |                            |                            |                            |
|  | 4                              | 5                              | Saint-Louis                    | 3 | Colorado            | 4                          |                            |                            |  |   |                       |                       |                       |  |    |                            |                            |                            |
|  | 4                              |                                |                                |   | Colorado            | 4                          |                            |                            |  |   |                       |                       |                       |  |    |                            |                            |                            |
|  | 5                              | Vancouver                      | 2                              |   |                     |                            |                            |                            |  |   |                       |                       |                       |  |    |                            |                            |                            |
|  | 5                              | Vancouver                      | 2                              |   |                     |                            |                            |                            |  | 1 | Détroit               | 2                     |                       |  |    |                            |                            |                            |
|  | Association de l'Ouest         |                                |                                |   |                     |                            |                            |                            |  | 1 | Détroit               | 2                     |                       |  |    |                            |                            |                            |
|  |                                | 2                              | Colorado                       | 4 |                     |                            |                            |                            |  |   |                       |                       |                       |  |    |                            |                            |                            |
|  | 2                              | 2                              | Colorado                       | 4 | Chicago             | 4                          |                            |                            |  |   |                       |                       |                       |  |    |                            |                            |                            |
|  | 2                              |                                |                                |   | Chicago             | 4                          |                            |                            |  |   |                       |                       |                       |  |    |                            |                            |                            |
|  | 7                              | Calgary                        | 0                              |   |                     |                            |                            |                            |  |   |                       |                       |                       |  |    |                            |                            |                            |
|  | 7                              | Calgary                        | 0                              |   | 2                   | Colorado                   | 4                          |                            |  |   |                       |                       |                       |  |    |                            |                            |                            |
|  |                                |                                |                                |   | 2                   | Colorado                   | 4                          |                            |  |   |                       |                       |                       |  |    |                            |                            |                            |
|  |                                | 3                              | Chicago                        | 2 |                     |                            |                            |                            |  |   |                       |                       |                       |  |    |                            |                            |                            |
|  | 3                              | 3                              | Chicago                        | 2 | Toronto             | 2                          |                            |                            |  |   |                       |                       |                       |  |    |                            |                            |                            |
|  | 3                              |                                |                                |   | Toronto             | 2                          |                            |                            |  |   |                       |                       |                       |  |    |                            |                            |                            |
|  | 6                              | Saint-Louis                    | 4                              |   |                     |                            |                            |                            |  |   |                       |                       |                       |  |    |                            |                            |                            |

## Résultats détaillés

### Quarts de finale d'association

#### Philadelphie contre Tampa Bay
Philadelphie gagne la série 4-2.
| 16 avril | Philadelphie | 7-3 | Tampa Bay |  |

| 18 avril | Philadelphie | 1-2 (pr) | Tampa Bay |  |

| 21 avril | Tampa Bay | 5-4 (pr) | Philadelphie |  |

| 23 avril | Tampa Bay | 1-4 | Philadelphie |  |

| 25 avril | Philadelphie | 4-1 | Tampa Bay |  |

| 27 avril | Tampa Bay | 1-6 | Philadelphie |  |

#### Pittsburgh contre Washington
Pittsburgh gagne la série 4-2.
| 17 avril | Pittsburgh | 4-6 | Washington |  |

| 19 avril | Pittsburgh | 3-5 | Washington |  |

| 22 avril | Washington | 1-4 | Pittsburgh |  |

| 24 avril | Washington | 2-3 (4 pr) | Pittsburgh |  |

| 26 avril | Pittsburgh | 4-1 | Washington |  |

| 28 avril | Washington | 2-3 | Pittsburgh |  |

#### New York contre Montréal
New York gagne la série 4-2.
| 16 avril | New York | 2-3 (pr) | Montréal |  |

| 18 avril | New York | 3-5 | Montréal |  |

| 21 avril | Montréal | 1-2 | New York |  |

| 23 avril | Montréal | 3-4 | New York |  |

| 26 avril | New York | 3-2 | Montréal |  |

| 28 avril | Montréal | 3-5 | New York |  |

#### Floride contre Boston
Floride gagne la série 4-1.
| 17 avril | Floride | 6-3 | Boston |  |

| 22 avril | Floride | 6-2 | Boston |  |

| 24 avril | Boston | 2-4 | Floride |  |

| 25 avril | Boston | 6-2 | Floride |  |

| 27 avril | Floride | 4-3 | Boston |  |

#### Détroit contre Winnipeg
Détroit gagne la série 4-2.
| 17 avril | Détroit | 4-1 | Winnipeg |  |

| 19 avril | Détroit | 4-0 | Winnipeg |  |

| 21 avril | Winnipeg | 4-1 | Détroit |  |

| 23 avril | Winnipeg | 1-6 | Détroit |  |

| 26 avril | Détroit | 1-3 | Winnipeg |  |

| 28 avril | Winnipeg | 1-4 | Détroit |  |

#### Colorado contre Vancouver
Colorado gagne la série 4-2.
| 16 avril | Colorado | 5-2 | Vancouver |  |

| 18 avril | Colorado | 4-5 | Vancouver |  |

| 20 avril | Vancouver | 0-4 | Colorado |  |

| 22 avril | Vancouver | 4-3 | Colorado |  |

| 25 avril | Colorado | 5-4 (pr) | Vancouver |  |

| 27 avril | Vancouver | 2-3 | Colorado |  |

#### Chicago contre Calgary
Chicago gagne la série 4-0.
| 17 avril | Chicago | 4-1 | Calgary |  |

| 19 avril | Chicago | 3-0 | Calgary |  |

| 21 avril | Calgary | 5-7 | Chicago |  |

| 23 avril | Calgary | 1-2 | Chicago |  |

#### Toronto contre Saint-Louis
Saint-Louis gagne la série 4-2.
| 16 avril | Toronto | 1-3 | Saint-Louis |  |

| 18 avril | Toronto | 5-4 (pr) | Saint-Louis |  |

| 21 avril | Saint-Louis | 3-2 (pr) | Toronto |  |

| 23 avril | Saint-Louis | 5-1 | Toronto |  |

| 25 avril | Toronto | 5-4 (pr) | Saint-Louis |  |

| 27 avril | Saint-Louis | 2-1 | Toronto |  |

### Demi-finales d'association

#### Philadelphie contre Floride
Floride gagne la série 4–2.
| 2 mai | Philadelphie | 0-2 | Floride |  |

| 4 mai | Philadelphie | 3-2 | Floride |  |

| 7 mai | Floride | 1-3 | Philadelphie |  |

| 9 mai | Floride | 4-3 (pr) | Philadelphie |  |

| 12 mai | Philadelphie | 1-2 (2 pr) | Floride |  |

| 14 mai | Floride | 4-1 | Philadelphie |  |

#### Pittsburgh contre New York
Pittsburgh gagne la série 4–1.
| 3 mai | Pittsburgh | 4-1 | New York |  |

| 5 mai | Pittsburgh | 3-6 | New York |  |

| 7 mai | New York | 2-3 | Pittsburgh |  |

| 9 mai | New York | 1-4 | Pittsburgh |  |

| 11 mai | Pittsburgh | 7-3 | New York |  |

#### Détroit contre Saint-Louis
Détroit gagne la série 4–3.
| 3 mai | Détroit | 3-2 | Saint-Louis |  |

| 5 mai | Détroit | 8-3 | Saint-Louis |  |

| 8 mai | Saint-Louis | 5-4 (pr) | Détroit |  |

| 10 mai | Saint-Louis | 1-0 | Détroit |  |

| 12 mai | Détroit | 2-3 | Saint-Louis |  |

| 14 mai | Saint-Louis | 2-4 | Détroit |  |

| 16 mai | Détroit | 1-0 (2 pr) | Saint-Louis |  |

#### Colorado contre Chicago
Colorado gagne la série 4–2.
| 2 mai | Colorado | 2-3 (pr) | Chicago |  |

| 4 mai | Colorado | 5-1 | Chicago |  |

| 6 mai | Chicago | 4-3 (pr) | Colorado |  |

| 8 mai | Chicago | 2-3 (3 pr) | Colorado |  |

| 11 mai | Colorado | 4-1 | Chicago |  |

| 13 mai | Chicago | 3-4 (2 pr) | Colorado |  |

### Finales d'association

#### Pittsburgh contre Floride
Floride gagne la série 4–3 et le trophée Prince de Galles.
| 18 mai | Pittsburgh | 1-5 | Floride |  |

| 20 mai | Pittsburgh | 3-2 | Floride |  |

| 24 mai | Floride | 5-2 | Pittsburgh |  |

| 26 mai | Floride | 1-2 | Pittsburgh |  |

| 28 mai | Pittsburgh | 3-0 | Floride |  |

| 30 mai | Floride | 4-3 | Pittsburgh |  |

| 1er juin | Pittsburgh | 1-3 | Floride |  |

#### Colorado contre Détroit
Colorado gagne la série 4–2 et le trophée Clarence-S.-Campbell.
| 19 mai | Détroit | 2-3 (pr) | Colorado |  |

| 21 mai | Détroit | 0-3 | Colorado |  |

| 23 mai | Colorado | 4-6 | Détroit |  |

| 25 mai | Colorado | 4-2 | Détroit |  |

| 27 mai | Détroit | 5-2 | Colorado |  |

| 29 mai | Colorado | 4-1 | Détroit |  |

### Finale de la Coupe Stanley
| 4 juin | Colorado | 3-1 | Floride |  |

| 6 juin | Colorado | 8-1 | Floride |  |

| 8 juin | Floride | 2-3 | Colorado |  |

| 10 juin | Floride | 0-1 (3 pr) | Colorado |  |

Les Panthers emmenés par Scott Mellanby sont impuissants face à la franchise du Colorado. Après avoir gagné le premier match 3-1, le Colorado remporte le deuxième match sur le score de 8 buts à 1. Au cours de cette rencontre, Peter Forsberg inscrit un triplé en une période devenant ainsi le sixième joueur de l'histoire a réaliser cette performance,. L'équipe remporte également le troisième match dans la patinoire des Panthers sur la marque de 3 buts à 2, le but vainqueur étant inscrit par Sakic. Lors du quatrième match, l'Avalanche du Colorado et les Panthers de la Floride ne parviennent pas à inscrire le moindre but lors du temps réglementaire, Roy et John Vanbiesbrouck arrêtant 29 et 35 tirs chacun. Trois périodes sont nécessaires pour voir un vainqueur et le défenseur de l'Avalanche, Uwe Krupp, inscrire le seul but du match au bout de 104 minutes et 31 secondes de jeu. Pour sa première saison en LNH, l'Avalanche du Colorado remporte la Coupe Stanley en battant les Panthers en quatre matchs secs. Vainqueur du trophée Conn-Smythe, Joe Sakic termine meilleur réalisateur des séries avec 34 points ; il devance Lemieux et Jágr, 27 et 23 points, et ses coéquipiers Kamenski, 22 points, et Forsberg 21 points.

## Meilleurs pointeurs

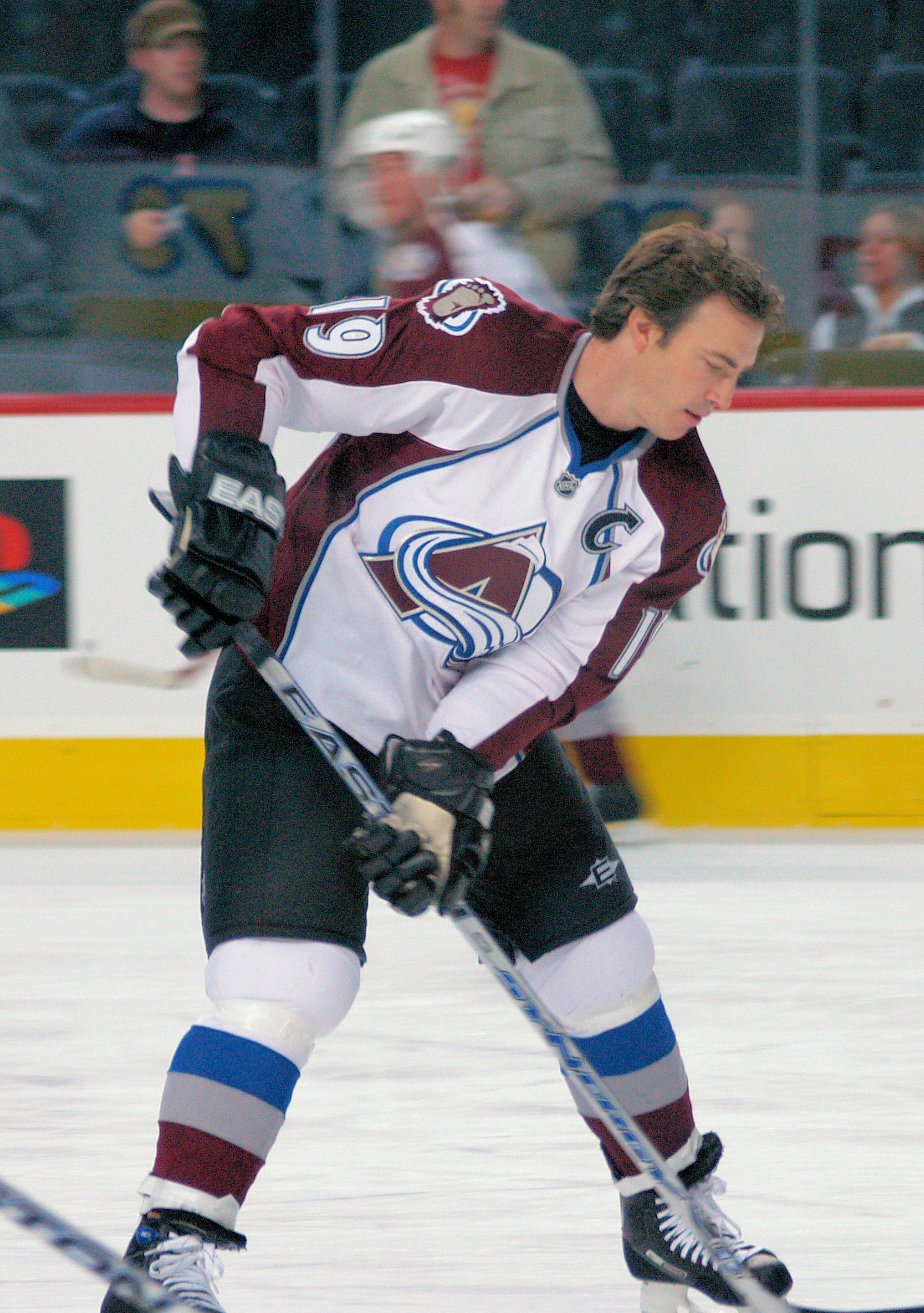
Joe Sakic, meilleur pointeur des séries, récipiendaire du trophée Conn-Smythe et capitaine vainqueur avec l'Avalanche du Colorado de la Coupe Stanley.

| Joueur           | Équipe     | PJ | B  | A  | Pts |
| ---------------- | ---------- | -- | -- | -- | --- |
| Joe Sakic        | Colorado   | 22 | 18 | 16 | 34  |
| Mario Lemieux    | Pittsburgh | 18 | 11 | 16 | 27  |
| Jaromír Jágr     | Pittsburgh | 18 | 11 | 12 | 23  |
| Valeri Kamenski  | Colorado   | 22 | 10 | 12 | 22  |
| Peter Forsberg   | Colorado   | 22 | 10 | 11 | 21  |
| Petr Nedvěd      | Pittsburgh | 18 | 10 | 10 | 20  |
| Steve Yzerman    | Détroit    | 18 | 8  | 12 | 20  |
| Sergueï Fiodorov | Détroit    | 19 | 2  | 18 | 20  |
| Sandis Ozoliņš   | Colorado   | 22 | 5  | 14 | 19  |
| Dave Lowry       | Floride    | 22 | 10 | 7  | 17  |
| Mike Ricci       | Colorado   | 22 | 6  | 11 | 17  |
| Adam Deadmarsh   | Colorado   | 22 | 5  | 12 | 17  |